# El Colegio de Michoacán
El Colegio de Michoacán, A.C. (COLMICH) es una universidad pública mexicana dedicada a la investigación, la educación superior y la divulgación de las ciencias sociales. Es uno de los veintiséis centros públicos de investigación que conforman al Sistema del Consejo Nacional de Humanidades, Ciencias y Tecnologías (CONAHCYT).
El Colegio de Michoacán tiene dos sedes, una en la ciudad de Zamora de Hidalgo y otra en La Piedad de Cabadas, ambas en el estado de Michoacán. Cuenta con seis centros de estudio, dos programas de maestría y cinco programas de doctorado. Su biblioteca es considerada una de las más completas bibliotecas especializadas en ciencias sociales y humanidades en la zona occidental del país.

## Historia
El historiador michoacano Luis González y González fundó el 15 de enero de 1979 El Colegio de Michoacán en la ciudad de Zamora de Hidalgo, con la finalidad de desconcentrar la investigación científica de la capital.
Al inicio contaba solamente con los centros de Estudios Antropológicos y Estudios Históricos, pero en 1981 se conformó el Centro de Estudios Rurales y en 1983 se sumó el Centro de Estudio de las Tradiciones; en 2001 se fundó el Centro de Estudios Arqueológicos, y en 2002, el Centro de Estudios de Geografía Humana, ambos en La Piedad de Cabadas, donde también se instaló el Laboratorio de Análisis y Diagnóstico del Patrimonio (LAPiPA), esto en 2009.

## Áreas de investigación y docencia
El Colegio de Michoacán cuenta con siete programas de posgrado. Dos de maestría: en Arqueología y en Geografía Humana; cuatro de doctorado escolarizado en Antropología, Historia, Ciencias Sociales con especialidad en estudios rurales y Ciencias Humanas con especialidad en las tradiciones). Además, cuenta con un doctorado tutorial en Ciencias Sociales. Hasta 2010, han egresado más de trescientos estudiantes.
Las principales líneas de investigación de la institución son:
1. Política regional y local (procesos electorales, grupos de poder y partidos, líderes, administración pública).
2. Historia de instituciones (municipios, gobiernos estatales, audiencias indianas, Iglesia, ejército).
3. Microhistoria y etnohistoria local.
4. Campo y sociedad (sociedades rancheras, producción agrícola, flujos alimentarios y mercados).
5. Migración (origen y destino de migrantes, remesas, papel de la mujer, identidad y cultura).
6. Ecología y sociedad (las cuencas del Lerma-Chapala-Santiago y del Balsas, el litoral del Pacífico y la pesca, uso y políticas del agua, uso y repercusión de agroquímicos, turismo).
7. Territorialidades emergentes, urbanización y hábitat humano.
8. Arqueología del Occidente (el Bajío, el centro de Jalisco).
9. Patrimonio cultural (archivos regionales, tradiciones literarias, artesanales, tradiciones festivas y alimentarias).
10. Lenguas indígenas (edición de obras en purépecha).
11. Cultura novohispana (derecho, emblematología, artes plásticas, cultos, discurso retórico).

## Premio Luis González y González
Anualmente, con la finalidad de estimular la investigación en Ciencias Sociales y Humanidades y la formación de estudiantes de licenciatura, el Colegio de Michoacán otorga el Premio Luis González y González a la mejor tesis de licenciatura de ciencias sociales y humanidades a nivel nacional.

## Lista de presidentes
| Presidente                        | Periodo    |
| --------------------------------- | ---------- |
| Luis González y González          | 1979-1985  |
| Andrés Lira González              | 1985-1991  |
| Brigitte Boehm                    | 1991-1997  |
| Carlos Herrejón Peredo            | 1997-2003  |
| Rafael Diego Fernández Sotelo     | 2003-2009  |
| Martín Sánchez Rodríguez          | 2009-2015  |
| José Antonio Serrano Ortega       | 2015 -2021 |
| Luis Alberto Arrioja Díaz Viruell | Desde 2021 |